# Звезде Гранда (1. сезона)
Прва сезона такмичења Звезде Гранда одржана је 2003/2004 године, и такмичари су се представљали у оквиру постојећих емисија Гранд продукције, нису имали засебну емисију. Финале је одржано  20. јуна 2004. године у хали Пионир у Београду. Победник прве сезоне је био Бранислав Мојићевић. У првој сезони такмичила се и Рада Манојловић, али није стигла до финала.

## Такмичари
Финалисти
- Бранислав Мојићевић из Чачка (прво место)
- Стеван Анђелковић из Лесковца (друго место)
- Тања Савић из Радинаца код Смедерева (треће место)
- Дарко Филиповић из Лесковца (четврто место)
- Немања Николић из Дољевца (пето место)
- Славица Ћуктераш из Шапца (шесто место)

Остали такмичари
- Данијел Ђоковић (није прошао у финале, али је издавао за Гранд продукцију)[3]
- Александра Ристановић[4]

## Након такмичења
Прва сезона такмичења је једина где су сви финалисти од продукције добили први албум, први је објављен албум Дарка Филиповића, а затим и осталих такмичара.
- Нема правила (2005) албум Славице Ћуктераш
- Стара љубав (2005) албум победника Банета Мојићевића
- Стартујмо (2005) албум Стевана Анђелковића
- Тако млада (2005) албум Тање Савић
- Требаш ми (2004) албум Дарка Филиповића
- Бебо моја (2005) албум Немање Николића

Поред тога издали су музички цд са осталим такмичарима који нису прошли у финале са једанаест нових синглова.
Списак песама са првог цд-а:
1. Остави ме неће болети - Бранислав Мојићевић
2. Ти ниси знала за дечака - Стеван Анђелковић
3. За моје добро - Тања Савић
4. Она, она - Дарко Филиповић
5. Да се напијем - Немања Николић
6. Живот ми одузми - Славица Ћуктераш
7. Линија црвена - Данијел Ђоковић
8. Анђели је дали - Милан Давидовић
9. Витамини - Иван Делчев
10. Дочекај ме са осмехом - Александра Ристановић
11. Не стижем - Далибор Ђошић